# Nikola Kovačev
Nikola Dimitrov Kovačev (in bulgaro Никола Димитров Ковачев?, traslitterazione anglosassone: Nikola Dimitrov Kovachev; Blagoevgrad, 4 giugno 1934 – Sofia, 26 novembre 2009) è stato un calciatore bulgaro, di ruolo difensore.

## Carriera
Con la sua nazionale prese parte alle Olimpiadi nel 1956 e nel 1960, vincendo una medaglia di bronzo alle prime.

## Palmarès

### Giocatore

#### Club
- Campionato bulgaro: 15

CSKA Sofia: 1956, 1957, 1958, 1958-1959, 1959-1960, 1960-1961, 1961-1962, 1965-1966, 1968-1969, 1970-1971, 1971-1972, 1972-1973, 1974-1975, 1975-1976
- Coppa di Bulgaria: 5

CSKA Sofia: 1960-1961, 1964-1965, 1968-1969, 1971-1972, 1972-1973, 1973-1974

#### Nazionale
- Bronzo olimpico: 1

Melbourne 1956